# 神永昭夫
神永 昭夫（かみなが あきお、1936年〈昭和11年〉12月22日 - 1993年〈平成5年〉3月21日）は、日本の柔道家（講道館9段）。
全日本選手権大会を3度制し、猪熊功と共に1960年初頭に“神猪時代”を築いた。柔道競技がはじめて採用された1964年の東京オリンピックでは無差別級に出場するも、決勝戦でオランダのアントン・ヘーシンクに敗れて銀メダルに終わった。

## 人物

### 経歴
宮城県仙台市出身。東北高校在学中に柔道をはじめたが、恵まれた体格のため、短期間で格段の進歩を遂げる。東北高校在学3年の時、薦められて講道館で昇段試験を受け、そこで19人抜きの快挙をなして即日3段の認定を受けた。これは当時としては破格の扱いであった。
神永は3段を取得した後すぐに帰郷はせずに意気揚々と明治大学柔道部の稽古に参加、そこで同大学の柔道部員に立っていられない程軽々と投げられてしまう。明治の強さに感銘を受けた神永は明治大学への進学を決心した。

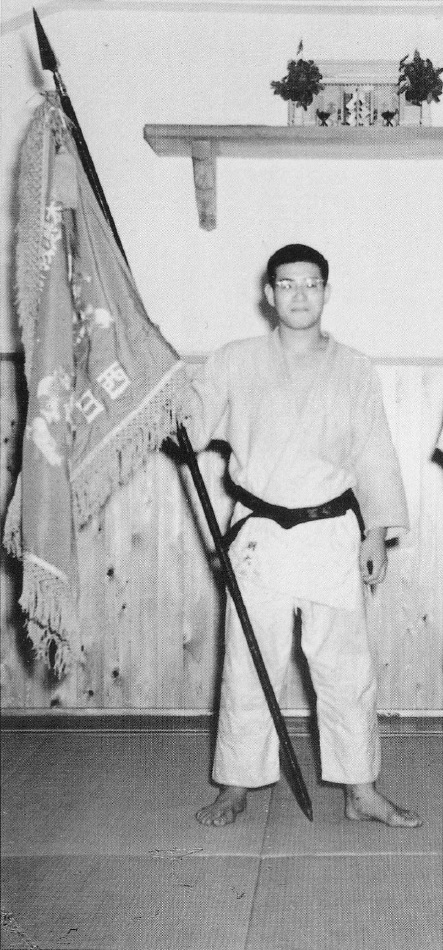
1956年の全日本招待選抜新人選手権大会にて優勝

神永は寮を探すが、寮長が「うちでやる気があるか」とのストレートな問いに「やります！」と答え、寮に入れてもらうことになる。当時は食事も貧しく、麦米飯に汁をかけ、冷たくなったら食べられる代物ではなかったと云われているが、寮長を含め同じ食事で皆苦しい時代を共に分かち合う態度に神永は学ぶものが多かったと後に語っている。
明大入学後は寮（といっても、当時孤児の世話をする寮であった）生活をし、朝早くから子供たちの食事の世話をした後、大学へ通い講義を受け、また帰宅して寮の孤児たちの世話をし、すぐさま講道館の練習に通うという厳しいスケジュールを自らに課していた。練習の帰りは石焼き芋をほお張りながら寮に帰る、というエピソードが残されている。高校から柔道を始めた神永は練習の虫であった。肝心の大学の講義中は居眠りをしていたが、試験直前は持ち前の集中力で乗り切った、と本人は語っている。
明大卒業後、神永には各所から誘いがあった。柔道の専門である講道館や警視庁…、しかし神永は明大の先輩である曽根康治を慕っており、曽根に富士製鐵（現・日本製鉄）を薦められ、渡りに船とばかりに就職する。神永にとって曽根は憧れの先輩であっただけでなく、社会人としても尊敬する存在であった。当時の富士製鐵は神永によればフランクに意見の言い合えるムードがあり、かつ、それぞれが意欲的に働いているように見えていた。
逸話として柔道の東西対抗戦があり、（副将が神永、主将が曽根）（それまで20-30人の先鋒、次鋒、中堅が居る）新幹線の車内で曽根は「まさか自分に回ってこないだろうな、それまでに勝敗がついているだろうな」とひとりごちた。副将の神永は「任せて下さい。必ず自分で決着をつけます」と請合ってしまったが、実際に試合が始まってみると神永は5人抜きをしなければならなかった。先輩の曽根は既に柔道を引退して月日が経っており、先輩に恥をかかすことはできない、そう思った神永は死力を尽くして5人抜きを達成し、曽根が大将として登場することなく、東軍勝利へと導いた。この時、曽根は神永の背中が痛くなるほど叩いて喜びを表現したという。
日本代表として出場した1958年の世界選手権大会では準優勝、その後全日本選手権大会を、当時史上最多となる3度制覇（1960年,1961年,1964年）し猪熊功とともに日本柔道界のトップ選手として君臨し、“神猪時代”と呼ばれた。猪熊功と神永は私生活でも仲が良く、「神さん」「熊さん」と呼び合う間柄でゴルフなども一緒に楽しんでいた。
柔道が初めて採用された1964年の東京オリンピックで、日本中の期待を背負い無差別級で出場することとなるが直前に左膝の靭帯を断裂してしまう。10月23日の無差別級の試合当日は周囲にこの事実を隠して出場するも、決勝戦で体格ではるかに上回るオランダのアントン・ヘーシンク（神永の身長179cm・体重102kgに対し、ヘーシンクは身長196cm・体重120kg）と対戦、試合開始から8分過ぎに神永はヘーシンクに大内刈から体落を仕掛けるもヘーシンクに技を潰され、逆に袈裟固で押さえ込まれて一本負けを喫して準優勝に終わってしまった。同オリンピックでは軽量級の中谷雄英、中量級の岡野功、重量級の猪熊功が金メダルを獲得したが、メディアからはヘーシンクに敗北を喫したことで“日本柔道の敗北”という批判が日本柔道界と神永に対し浴びせられた。
神永がヘーシンクに敗れたその夜、富士製鐵の同僚（正確には上司の佐々木）達が神永の家を訪ね酒を勧めた。神永は居留守を使うことなく部屋へ招き入れ、ただ一言「ヘーシンクは強かったです」と素直に認め、それ以上は語らず悔し涙を流すことも無かったという。その翌日、神永は何事も無かったように定時に出社し、仕事を始めていた。神永の人となりを表すエピソードとして知られている。神永は常々、柔道だけではなく社会人としても全うに生きたい、という考えを有していた。翌1965年、網膜剥離のため現役を引退した。
1968年、曽根康治の後を継ぐ形で母校・明治大学の柔道部監督に就任。初試合で失神負けをする当時無名の上村春樹に才能を見出し、4年間の学生生活で全日本学生チャンピオンにまで育て上げた。また全日本の強化コーチとしても数多の世界チャンピオンを輩出したが、全日本代表監督として参加した1972年のミュンヘンオリンピックで教え子の篠巻政利が惨敗すると明大の監督を辞任し、柔道の関係者としては一時的に離れてサラリーマン生活に入るが、実際は柔道関係者との関係は続いていた。辞任の際、教え子には一人ずつ就職先を考えて見つけ出すなど、面倒見の良さはよく知られたところである。また全日本学生柔道連盟と全日本柔道連盟との紛争を経て両連盟が統合される際には、神永の人柄が統合に大きな役目を果たした。
その後1976年のモントリオールオリンピックで神永の教え子の上村が無差別級の金メダルを獲得し、師弟二人三脚で目指したの念願の世界一の座を奪還した。なお、この柔道世界一の座を賭けた戦いの物語はNHKのドキュメンタリー番組『プロジェクトX〜挑戦者たち〜』にて紹介されている。
1988年に全日本柔道連盟の初代専務理事を任ぜられ、また上村の要請を受けて日本代表の総監督に就任してバルセロナオリンピックで吉田秀彦や古賀稔彦を金メダルに導いた。しかし神永は翌1993年3月に直腸癌のため56歳で死去。
生前の柔道界への多大な貢献を讃え、講道館より3月25日付で9段位を追贈され、日本国政府は4月30日に勲四等瑞宝章の下賜を閣議決定した。また1994年には日曜随筆社より『神永昭夫の思い出』が、翌1995年には全日本実業柔道連盟より『神永昭夫の軌跡 -ガンバレ柔道ニッポン-』がそれぞれ発刊され、国際化の波に揉まれる当時の日本柔道界を支えた神永の経歴や功績が紹介されている。

### エピソード
神永は明治大学OBであるため、小川直也、吉田秀彦など後輩を可愛がった。吉田については「どうだ！吉田！」という独特の迫力ある声で語りかけたという。オリンピック直前には　吉田にとっては神永が「いつもとは違って神経質なくらいに色々とアドバイスした」という。オリンピックで吉田が無事優勝したときは満面の笑みをみせた。また明治大学が学生大会で優勝した時、吉田が「選手だけでなく、部員全員で旅行を！」と神永に頼んだとき、神永は「よし！」と一言だけ応えてスポンサーを集めて本当に実現した。
しかし、明治大学でなくとも広く後進の柔道家達を可愛がり、例えば東海大学の山下泰裕にも飛行機の中で初対面にもかかわらずいきなりウイスキーを勧めたりするざっくばらんな一面も。神永はウイスキーが好きで、気に入った人物には酒を勧めるのが彼にとって最高のもてなしであった。
神永が明治大学の柔道部を辞めるとき、居酒屋で飲み、教え子一人一人に就職先を見つけて告げた。その際、教え子がトイレのスリッパをちらかすのを神永は一つ一つ綺麗に並べていた。教え子のうちの何人かは神永の行動に気がつく。神永の人となりが知られるエピソードである。神永は柔道が強ければそれが全てだ、とは考えていなかった。
同じ明大の後輩の坂口征二が一時プロレスに進み（柔道の世界からみて一種の裏切り行為と当時はされていた）また数年した後、明治大学同窓会に坂口が戻ってきた時には「おおっ！」と気さくに声をかけ、温かく受け入れたという（坂口は神永の優しさが心にしみた、と回想している）。
上村は心底から神永を慕っていた。神永が癌の末期状態で見舞った際、「これが俺の遺言だと思って聴け」という神永の言葉は　神永と上村の師弟関係の深さを示すものと思われる。神永は手取り足取り教えるタイプではなく、基本を教えるがそこから先は自分で考えなさい、というやりかたを上村に示していた。上村はその教えを理解し、自分で考えることの尊さを神永から学んだ。
教え子の一人（同じ新日鉄社員）が病を患い、人工透析を受けるようになると、その人物のことを特に心配した｡「俺に葬式の幹事をやらせるなよ」という彼らしい配慮の言葉で気に掛け、出張の際には「○○は元気か」と周りの社員に訊いていたという。
仙台にいる両親・兄弟を大切にし、両親には時候の挨拶をはじめとする礼儀正しい手紙を定期的に送っていたようである。「両親から頂いた立派な体を」をはじめとする両親に感謝の意を尽くした手紙、湾岸戦争に対する憤りを表した手紙などは数多く存在する（NHKの番組で一部紹介されたが、現在は兄弟が保存しているとされる）
神永は女性に対しては過度ともいえる遠慮をし、某女性国会議員との同席では、ほとんど口を利かず黙っていたという。これは神永の女性嫌いに発するものではなく、彼独特のマナーあるいは礼儀によるものではないかと推察される。
神永は妻との間に一男一女をもうけたが、多忙のため家族で遊んでいる姿はほとんど近所でも見られなかったと云われている。

## 主な戦績
- 1957年 - 全日本学生優勝大会　優勝
- 1958年 - 全日本学生優勝大会　優勝
- 1958年 - 世界選手権大会代表決定戦　3位
- 1958年 - 世界選手権大会　無差別　2位
- 1959年 - 全日本選手権大会　2位
- 1960年 - 全日本選手権大会　優勝
- 1961年 - 全日本選手権大会　優勝
- 1964年 - 全日本選手権大会　優勝